# Jens Østerholm
Jens Østerholm (* 25. April 1928 in Glostrup; † 13. November 2006 in Odense) war ein dänischer Schauspieler.

## Leben
Jens Østerholm war nach seinem Schulabschluss zunächst als Fotograf tätig. Danach absolvierte er seine Schauspielausbildung an der Staatlichen Theaterschule in Kopenhagen. Im Jahr 1951 hatte er sein Bühnendebüt am Odense Teater, wo er von 1954 bis 1960 festes Ensemblemitglied war. Er gastierte auch am Aarhus Teater, Folketeatret, Gladsaxe-Theater, Bristol-Theater, Aalborg-Theater, Fioli-Theater, Svendborg-Sommertheater, Betty-Nansen-Theater und am Königlichen Theater Kopenhagen. Er spielte auch unter der Regie von Helge Rungwald und Stig Lommer. Von 1949 bis 1991 wirkte Østerholm in mehr als 60 Film-und-Fernsehproduktionen mit.
Jens Østerholm war in erster Ehe mit der aus Schweden stammenden Schauspielerin Marianne Wesen (* 1940) verheiratet. Die Ehe blieb kinderlos. Seine zweite Ehefrau war die Schauspielerin Birgitte Federspiel. Die Ehe blieb ebenfalls kinderlos. Østerholm starb am 13. November 2006 im Alter von 78 Jahren. Seine Grabstätte befindet sich auf dem Assistenzfriedhof (Odense).

## Filmografie
+ 1949: Kampen mod uretten
- 1959: De sjove år
- 1961: Ullabella
- 1961: Gøngehøvdingen
- 1962: Weekend
- 1963: Dronningens vagtmester
- 1964: Zwei (To)
- 1966: Operation Argus
- 1966: Woyzeck
- 1967: Naboer
- 1969: Kys til højre og venstre
- 1971: Min søsters børn når de er værst
- 1972: Farlige kys
- 1974: Mafiaen, det er osse mig
- 1975: Hyrder
- 1981: Den sidste hjælp
- 1991: Mein Kampf